# Sayed Ali Akbar Haydari
Seyed Ali Akbar Heidari (in persiano سید علی اكبر حیدری‎; Teheran, 14 luglio 1941) è un ex lottatore iraniano, specializzato nella lotta libera.

## Palmarès

### Olimpiadi
- 1 medaglia:
  - 1 bronzo (Tokyo 1964 nei pesi mosca)

### Mondiali
- 1 medaglia:
  - 1 argento (Bangkok 1966 nei pesi mosca)